# Новка (Велізький район)
Новка (рос. Новка) — деревня Велізького району Смоленської області Росії. Входить до складу Велізького міського поселення.
Населення — 0 осіб (2007 рік) . 